# Museo Arqueológico Regional de Enna
El Museo Arqueológico Regional de Enna fue establecido en los últimos veinte años en Enna por la Región de Sicilia para exhibir los hallazgos sacados a la luz en las excavaciones que la Superintendencia del patrimonio cultural y ambiental de Enna realizó principalmente en 1979 en numerosos sitios arqueológicos en la provincia de Enna.

## El Museo
El Museo se encuentra en el antiguo y prestigioso Palacio Varisano (por el que también se llama "Museo Varisano"), que con su fachada barroca se enfrenta a la catedral de Enna, justo en el centro histórico. La ruta se desarrolla en la presentación de varios asentamientos humanos en las colinas de la Ennese. La sala dedicada a Calascibetta presenta asentamientos de la Edad del Bronce y la Edad del Hierro; De los centros urbanos, ubicados en posiciones elevadas y naturalmente fortificadas, solo conocemos las necrópolis: los datos relativos a la última vivienda permiten reconstruir la historia de los vivos. De Enna, una inscripción funeraria de una sacerdotisa de Ceres muestra la importancia de la adoración en la ciudad de la era imperial. Una serie de cerámica de Demetra y Kore de colecciones privadas certifican el papel de este culto en la era clásica y durante el helenismo. Los materiales medievales de la zona del castillo y otros sitios describen la historia de la ciudad durante este período. 
El establecimiento de diferentes sitios en el área presenta la arqueología de Ennese, refiriéndose particularmente a la edad griega, cuando varios asentamientos humanos se transforman desde un punto de vista social, cultural, económico, bajo la influencia de las ciudades griegas de zona costera. En el área del lago Pergusa, el poblado helenizado de Cozzo Matrice, con áreas sagradas del siglo VI-V a. C., permite ver los aspectos culturales de la época. Los bienes funerarios de Rossomanno, desde el siglo VII a. C. En adelante, muestran una serie de objetos importantes, como las joyas metálicas tradicionales locales, pero también objetos valiosos como cerámicas griegas y escarabajos de factura oriental, que proporcionan una imagen de la cultura material, pero también de los ritos, creencias, aristocracias de esta sociedad que se está transformando en contacto con aportaciones de diferentes linajes y etnias. Los bienes funerarios de Agira, Assoro, Cerami, Pietraperzia nos permiten comprender la cultura material de estos asentamientos en la época griega.

## Galería de fotos del museo

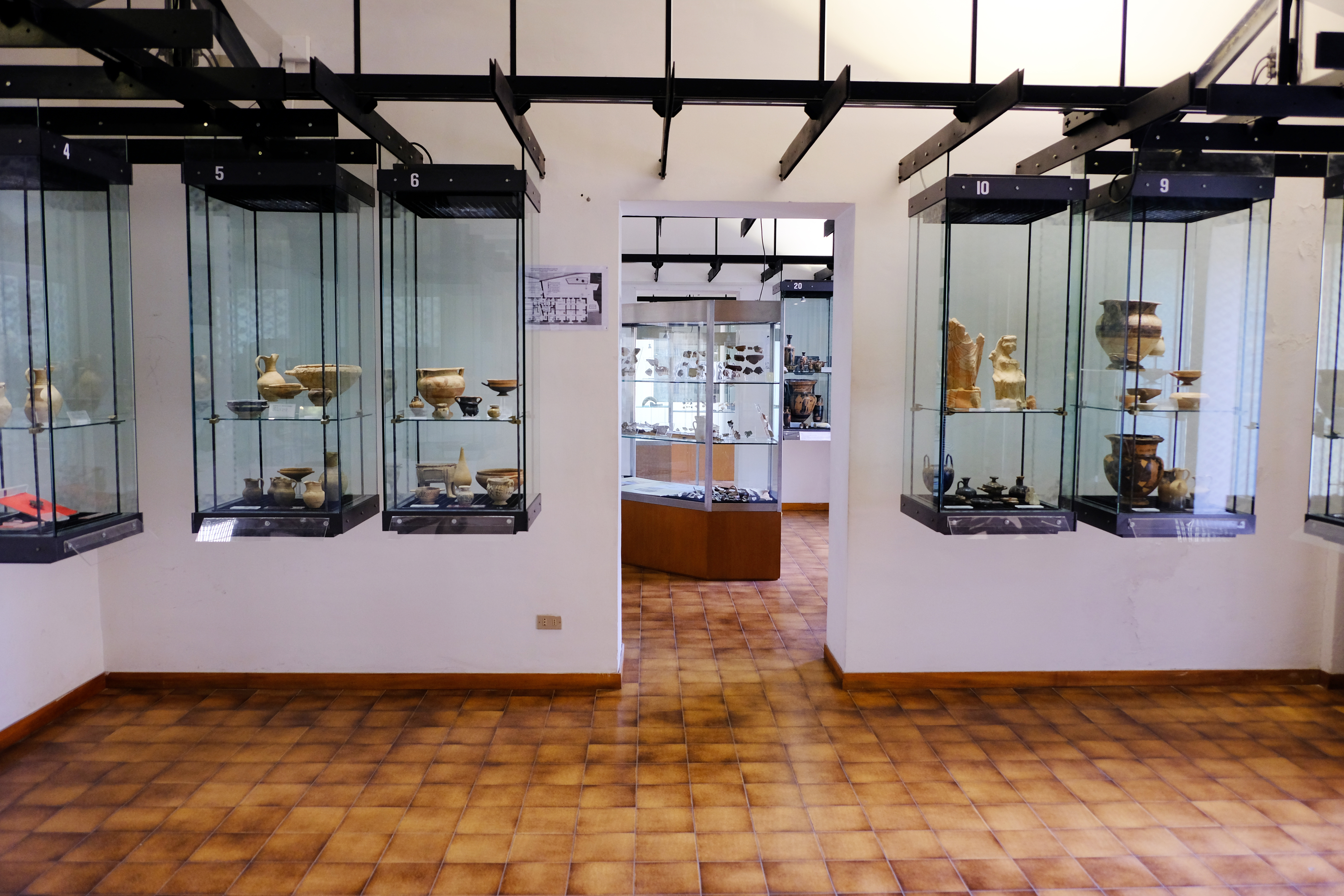
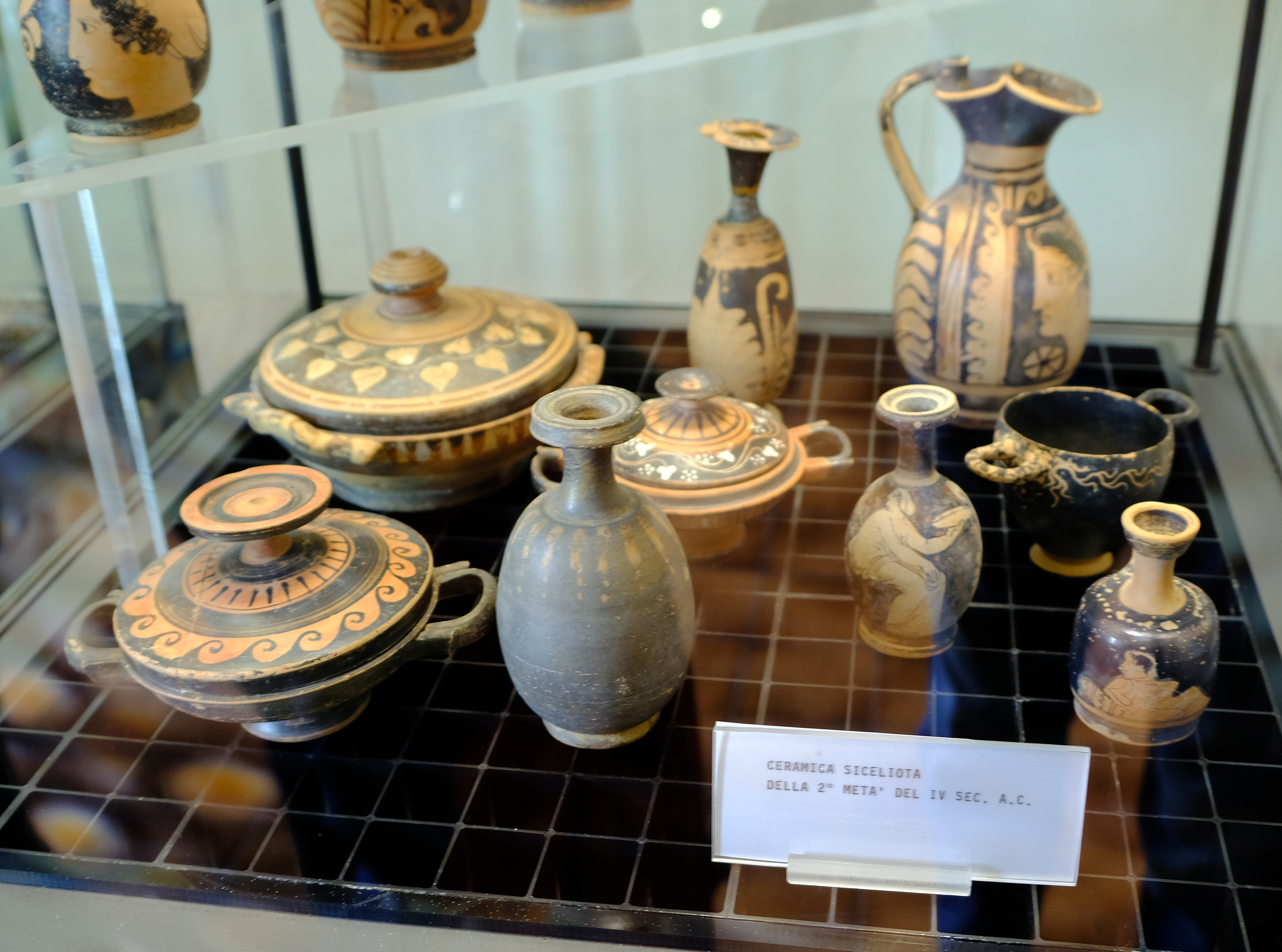
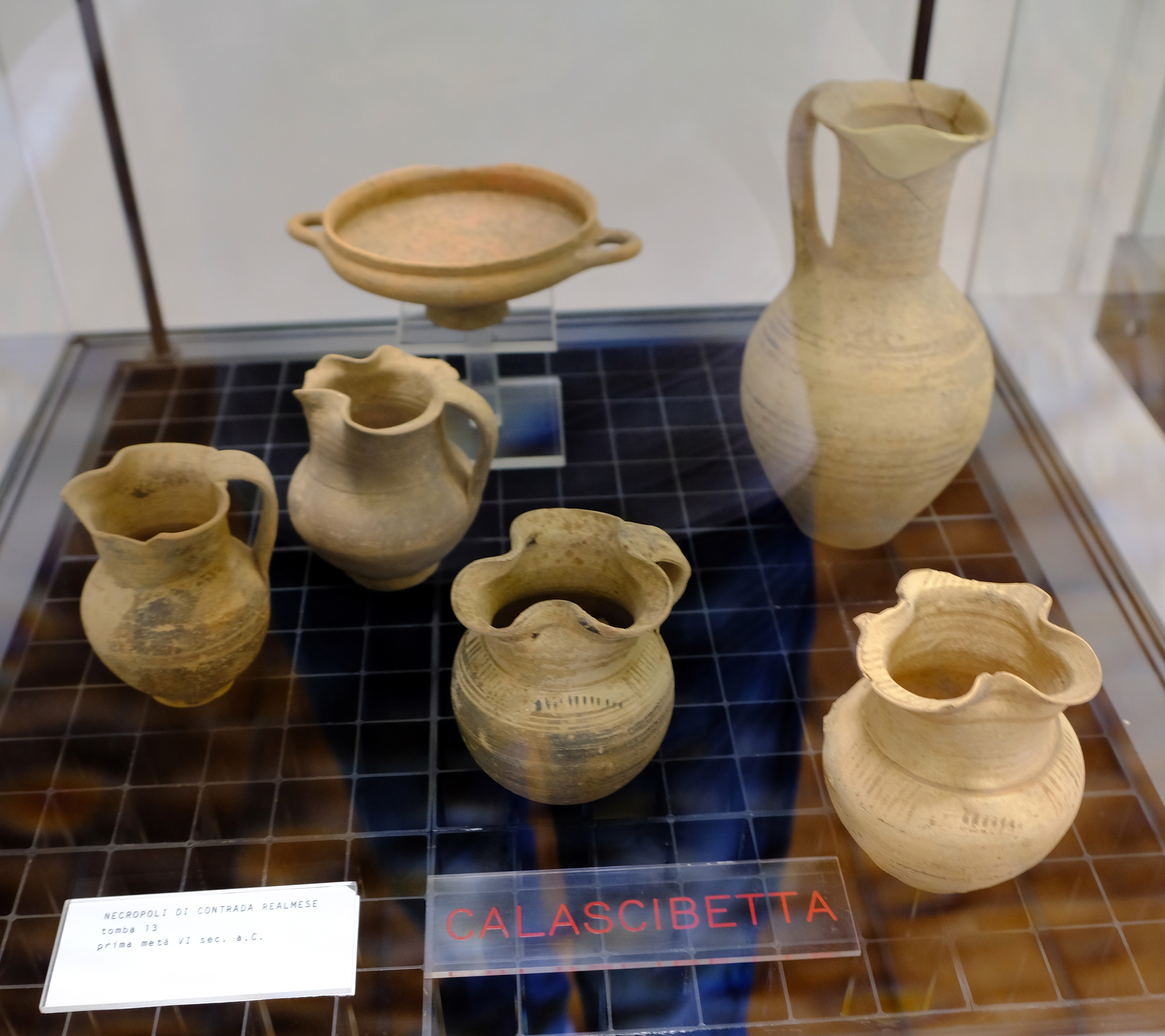

## Artículos relacionados
- Museo Arqueológico Regional de Aidone
- Museo Arqueológico Regional de Centuripe